# Panorama des Alpes bernoises
Le Panorama des Alpes bernoises est une peinture panoramique réalisée en 1891-1892 par Auguste Baud-Bovy, Eugène Burnand et Francis Furet. Il est réalisé à Paris pour l'Exposition universelle de 1893 à  Chicago. Il est ensuite présenté à l'Exposition universelle de 1894 à Anvers, à l'exposition nationale suisse de 1896 et à l'Exposition universelle de 1900 à Paris.

## Création
L'idée initiale, de réaliser un panorama des Alpes pour l'exposition de Chicago, est d'un homme politique Léon Guinand en relation avec l'entreprise Henneger qui avait produit le panorama Bourbaki.
Le projet est lancé en 1891 par Auguste Baud-Bovy qui recrute ses deux associés et choisit de centrer l’œuvre sur le Männlichen un sommet de 2342 mètres. Durant l'été 1891, Burnand pilote le projet pour diviser le panorama en trois parties et organiser la réalisation des croquis. Auguste Baud- Bovy a la charge du groupe des montagnes qui comprend la Jungfrau, le Breithorn, le Tschingelhorn, le Gspaltenhorn, le Blumlisalp, le Schilthorn, le Niesen, et la vallée de Lauterbrunnen. M. Eugène Burnand, choisit la vallée du Grindelwald, au-dessus de laquelle s'élèvent le Wetterhorn et le Schreckhorn. Enfin, M. Francis Furet est chargé de peindre sur la toile la partie opposée aux deux précédentes elle contient la ligne du Jura, le lac de Thoune et la vallée des Zwei-Lutschinen. Les peintres réalisent en atelier 3 toiles à une échelle de 10% de l’œuvre finale.
L’œuvre finale est réalisée à Paris. La maquette des trois toiles, soigneusement revues, est reportée sur un calque photographié par petits carreaux de 17 centimètres de côté. Chacun de ces carreaux est grandi dix fois par projection sur la toile au moyen d'une de lanterne magique. La toile est ensuite peinte par les trois artistes et leurs aides  Martin, Louis Aubry, Henri Van Muyden et Paul Virchaux. Puis on réalise le faux terrain pour relier la plateforme à la toile. Le faux terrain est composé d'écrans et d'objets. Les écrans sont des pièces de bois découpées et judicieusement disposés, qui représentent tantôt une croupe montagneuse, tantôt un pâtre, une vache, un chalet. Les écrans ont reliés à la plate-forme centrale par une structure en bois affectant toutes les formes de terrains et couvertes non seulement de gazons artificiels, mais d'objets en relief, de chalets, de rochers, de bestiaux. Les dimensions de ces objets sont de plus en plus petits à mesure qu'on s'éloigne de la plateforme.

## Description
Voici une description du panorama dans le numéro de septembre 1892 de La Science française : revue populaire illustrée:

« Elle représente un cirque montagneux d'une trentaine de lieues de diamètre. Au sud et à l'ouest, la Jungfrau, le Wetterhorn, le Schreckhorn. À leur pied, des pâturages, des forêts, des chalets rustiques ; plus haut s'étagent en grandeurs les glaciers, d'où coulent, tumultueux, les torrents ; plus haut encore, les cimes dressent altières en plein ciel leurs froides silhouettes. Au nord, d'autres hauteurs moins abruptes ; à l'ouest, par une étroite cassure, s'entrevoit le lac de Thoune, étalant le moiré de ses eaux vertes, et par delà, très loin, le Jura, bornant de sa ligne violacée l'horizon. Au milieu, un plateau d'une élévation très modeste, le Mannlichen, dont le spectateur, posté sur la plate-forme centrale, est censé occuper le sommet. »

— F Lines.

## Expositions du panorama

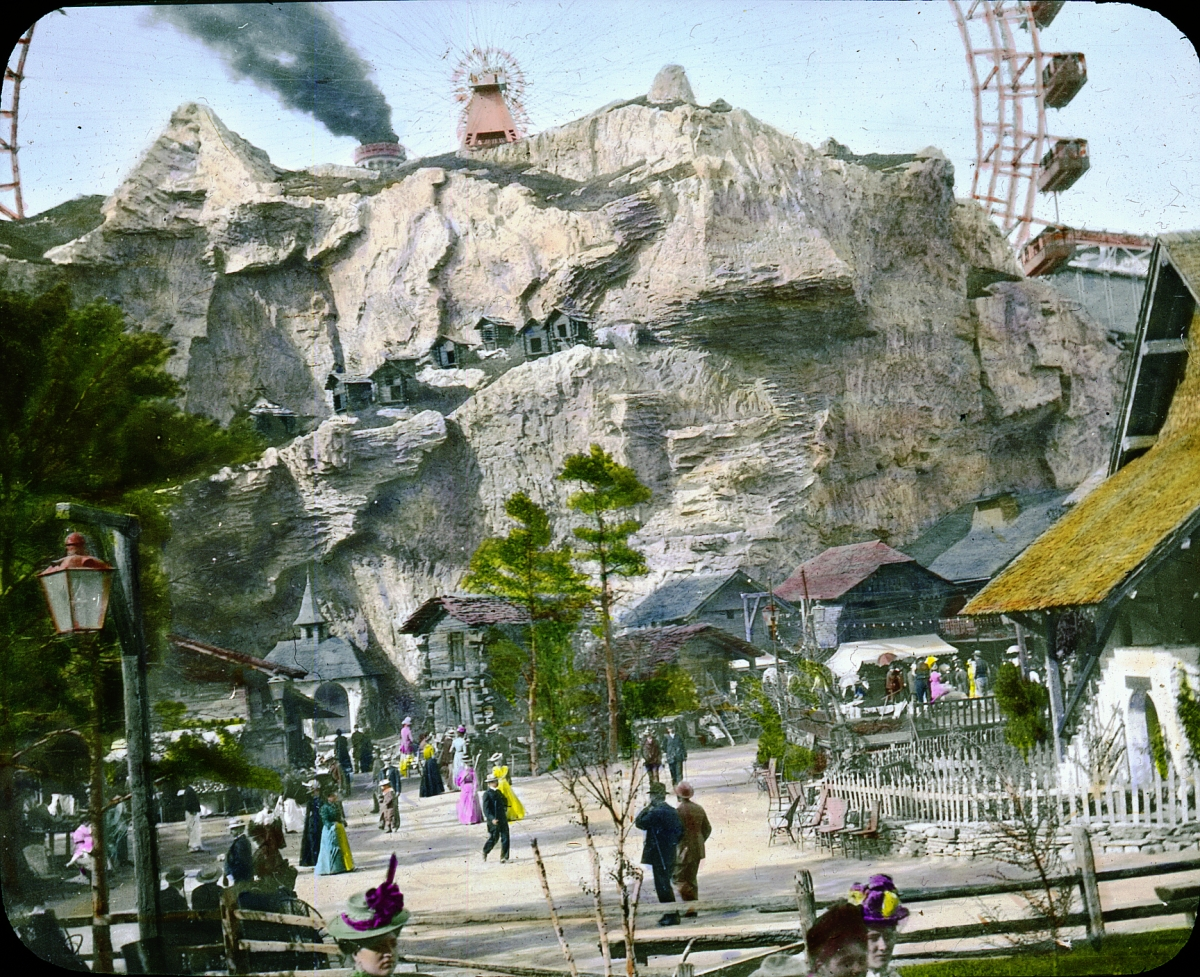
La montagne du village suisse où est intégrée le panorama des Alpes bernoises à l'Exposition Universelle de 1900

Après quelques mois de présentation à Paris dans la rotonde ou il a été réalisé, l'ensemble est démonté et  la toile roulée pour partir à l'exposition universelle de Chigaco en 1893 où il est présenté dans une retonde. Il reviendra en Europe pour l'exposition universelle d'Anvers puis il sera intégré dans l'exposition nationale de Genève en 1896. Il est présenté à l'exposition universelle de 1900 à Paris, dissimulé dans la montagne du village suisse.
Il sera détruit totalement par un ouragan à Dublin en 1903.